# Paryphoconus taragui
Paryphoconus taragui är en tvåvingeart som beskrevs av Gustavo R. Spinelli 1998. Paryphoconus taragui ingår i släktet Paryphoconus och familjen svidknott. Inga underarter finns listade i Catalogue of Life.